# Josep Orga i Sans
Josep Orga i Sans fou un polític català, diputat a les Corts Espanyoles durant la restauració borbònica.
Originari de Picamoixons, fou elegit diputat a les Corts Espanyoles per Valls dins del grup Partit Liberal Fusionista a les eleccions generals espanyoles de 1898 i després a les de 1901. També fou president de la diputació de Tarragona de l'1 de novembre de 1891 fins al novembre de 1892. També fou un dels promotors de la construcció de l'església de Sant Salvador a Picamoixons, obra de Ramon Salas i Ricomà i de la que se'n posà la primera pedra el 1902.